# Chorisodontium
Chorisodontium là một chi rêu trong họ Dicranaceae.